# Padremoñal nyelv
A padremoñal nyelv (spanyolul és saját névvel español vagy castellano padremoñal) mesterséges nyelv, amelynek ötletét Francesc Ojeda Briones spanyol (katalán) nyelvész alkotta meg a 2000-es évek elején. A padremoñal lényegében a spanyol nyelvnek egy olyan idealizált változata, amelyből hiányoznak a tudós szavak (→kultizmus): az összes ilyen szót – figyelembe véve a spanyol hangtani fejlődési törvényszerűségeket – a nyelvész olyan hangalakúra formálta, amilyen a természetes (népi) fejlődés eredménye lett volna. Maga a nyelv elnevezése is így született a spanyol patrimonial szó „népiesítése” által. Az ötletét Ojeda kezdetben csak tréfának szánta, de meglepően jó fogadtatásban részesült.

## Példák

### Szavak
| spanyol      | padremoñal  | jelentés                 |
| ------------ | ----------- | ------------------------ |
| comunicación | comungazón  | ’kommunikáció’           |
| cultismo     | cuchesmo    | ’tudós szó’, ’kultizmus’ |
| diccionario  | dezonero    | ’szótár’                 |
| exacto       | ejacho      | ’pontos’                 |
| filólogo     | helolgo     | ’nyelvész’               |
| futuro       | hoduro      | ’jövő’                   |
| historia     | estuera     | ’történelem’             |
| lingüística  | lenguístega | ’nyelvtudomány’          |
| victoria     | vechuera    | ’győzelem’               |

### Szöveg
Padremoñal nyelven
El padremoñal yes una lengua enventada por un helolgo de Cadalueña.
La emportanza de esta horma de comungazón yes hablar sen parablas cuchas. 
Ejachamente, yes un español sen cuchesmos.
Spanyolul
El padremoñal es una lengua inventada por un filólogo de Cataluña.
La importancia de esta forma de comunicación es hablar sin palabras cultas.
Exactamente, es un español sin cultismos.
Magyarul
„A padremoñal egy katalóniai nyelvész által kitalált nyelv.
A lényege ennek a kommunikációs formának a tudós szavak nélküli beszéd.
Egész pontosan, egy tudós szavak nélküli spanyol.”

## Külső hivatkozás
- Padremoñal (FilóBlogos, 2006)